# Deutsche Bahn
Deutsche Bahn AG (forkortes DB og benævnes oftest blot Die Bahn) er de tyske statsbaner, dannet 1. januar 1994 ved en fusion af Deutsche Bundesbahn (Vesttysklands forbundsbaner, der også anvendte forkortelsen DB) og Deutsche Reichsbahn (Østtysklands rigsbaner).
Selskabet står for langt størstedelen af jernbanedriften i Tyskland, både i form af fjerntog og gennem ejerskabet af for eksempel Berlins S-Bahn, ligesom DB er aktiv i en række andre lande. Den internationale aktivitet varetages blandt andet af datterselskabet Arriva, der driver busser og tog i store dele af Nordeuropa, heriblandt Danmark. Passagertransporten omfattede i 2006 1,854 mia. passagerer, som tilsammen rejste 74,788 mia. km. Samme år fragtede DBs godstog 307,6 mia tons eller 96,388 mia. tonkilometer, og dermed er DB et af verdens største transportselskaber.
DB har hovedsæde i BahnTower på Potsdamer Platz i Berlin. Et nyt domicil var projekteret i nærheden, på Washingtonplatz ved Europas største banegård, Berlin Hauptbahnhof efter en arkitektkonkurrence vundet af det danske arkitektfirma 3XN. Disse planer er imidlertid opgivet, og lejekontrakten på Potsdamer Platz forlænget.
Årelange planer om at privatisere op til 49 procent af selskabet er også sat i bero. Politisk er der blandt andet uenighed om, hvorvidt privatiseringen også skal omfatte selve jernbanenettet. Det var planen, at den daværende socialdemokratiske transportminister Wolfgang Tiefensee skulle have præsenteret et lovforslag i 2008, der indebar et salg af 25 procent af aktierne, men det blev ikke til noget. DB er derfor stadig et 100% statsejet aktieselskab og har i dag en aktiekapital på 2,15 mia EUR.
Selskabet beskæftigede i 2010 276.310 ansatte og havde en omsætning på 258 mia. euro.

## Internationale destinationer
| Afgang fra                          | Ankomst til                                    |
| ----------------------------------- | ---------------------------------------------- |
| Berlin                              |                                                |
| Narbonne, Paris                     |                                                |
| Amsterdam, Schiphol                 |                                                |
| Bolzano, Trieste, Verona            |                                                |
| Krakow, Szczecin, Warszawa, Wroclaw |                                                |
| Moskva, Saratov                     |                                                |
| Basel, Interlaken                   |                                                |
| Lund                                |                                                |
| Prag                                |                                                |
| Kyiv                                |                                                |
| Budapest                            |                                                |
| Innsbruck, Villach, Wien            |                                                |
| Dortmund                            | Basel                                          |
| Dortmund                            | Wien                                           |
| Dresden                             | Wroclaw                                        |
| Düsseldorf                          | Basel                                          |
| Emden                               | Luxembourg                                     |
| Frankfurt am Main                   | Bruxelles                                      |
| Frankfurt am Main                   | Paris                                          |
| Frankfurt am Main                   | Amsterdam, Utrecht                             |
| Frankfurt am Main                   | Bern, Zürich                                   |
| Frankfurt am Main                   |                                                |
| Frankfurt am Main                   | London                                         |
| Frankfurt am Main                   | Graz, Klagenfurt, Linz, Wien                   |
| Hamburg                             | København                                      |
| Hamburg                             | Avignon, Narbonne                              |
| Hamburg                             | Alessandria, Bolzano, Trieste, Verona          |
| Hamburg                             | Basel, Chur, Zürich                            |
| Hamburg                             | Lund                                           |
| Hamburg                             | Budapest                                       |
| Hamburg                             | Villach, Wien                                  |
| Hannover                            | Schiphol                                       |
| Hannover                            | Minsk                                          |
| Hannover                            | Moskva                                         |
| Karlsruhe                           | Interlaken                                     |
| Kiel                                | Zürich                                         |
| Koblenz                             | Luxembourg                                     |
| Köln                                | Bruxelles                                      |
| Köln                                | Paris                                          |
| Köln                                | Amsterdam                                      |
| Köln                                | Luxembourg                                     |
| Köln                                | Basel                                          |
| Köln                                | London                                         |
| Köln                                | Wien                                           |
| München                             | København                                      |
| München                             | Paris, Strasbourg                              |
| München                             | Amsterdam                                      |
| München                             | Bologna, Bolzano, Milano, Rom, Venedig, Verona |
| München                             | Zagreb                                         |
| München                             | Zürich                                         |
| München                             | Budapest                                       |
| München                             | Innsbruck, Klagenfurt, Schwarzach, Wien        |
| Münster                             | Innsbruck, Klagenfurt, Salzburg                |
| Rügen                               | Brno                                           |
| Saarbrücken                         | Graz                                           |
| Siegen                              | Klagenfurt                                     |
| Stuttgart                           | Paris                                          |
| Stuttgart                           | Amsterdam                                      |
| Stuttgart                           | Zürich                                         |

Info kommer fra DB's togplan Arkiveret 29. december 2009 hos  Wayback Machine